# L'amante del prete
L'amante del prete (La Faute de l'abbé Mouret) è un film del 1970 diretto da Georges Franju.
Il soggetto è tratto dal romanzo La colpa dell'abate Mouret di Émile Zola, parte del celebre ciclo dei Rougon-Macquart.

## Trama
All'inizio del XIX secolo, il giovane e mite abate Serge Mouret diventa il pastore di una squallida e rozza comunità contadina nel sud della Francia. Al contrario del vecchio curato Archanias, Mouret è tanto buono con la sua comunità quanto ligio e severo con sé stesso, e si sottopone a digiuni forzati per preservare la propria purezza corporale, ma esagerando cade ammalato e viene preso in cura nel Paradou, una splendida tenuta composta da una grande villa ed un giardino florido dove vivono lo zio e la nipote Albine.
Durante il periodo della guarigione Serge ed Albine vivranno come novelli Adamo ed Eva, finché Archanias non viene a riprendersi il giovane prete preso da una crisi mistica. Tempo dopo Albine torna a fargli visita annunciandogli di essere incinta di lui, ma Serge è del tutto votato a Dio poiché pervaso dal senso di colpa e la scaccia; disperata, Albine riempie la sua stanza di tanti fiori da soffocarla e così facendo muore nel sonno: l'abate Mouret, così, celebra il funerale di Albine nel ricordo dell'amata.

## Critica
Franju realizza in questa pellicola una resa molto terrena e verosimile del romanzo di Zola, descrivendo con sguardo preciso lo sporco e sordido mondo dei villici, eliminando ogni elemento etereo e girando sempre in set reali non ricostruiti in studio: «Sono convinto che se l'ambientazione del Paradou fosse stata costruita in studio, con la sua profusione di vegetali e di fiori, avrebbe avuto il sortilegio malefico del giardino di Zola il quale, quando descrive il proprio parco delle tentazioni, non è più uno scrittore naturalista, ma un poeta visionario» Nonostante ciò, alcuni elementi, come il muro rotto e le scene nel giardino, appaiono comunque ancora legate ad una certa eredità surrealista e simbolica che Franju si portò dietro per tutta la sua carriera: emblematica la scena in cui Albine (Gillian Hills) tenta l'abate Serge (Francis Huster) distesa a terra e mangiando ciliegie direttamente con la bocca da un ramo pendulo.
La pellicola non è comunque ricordata fra le migliori prove di Franju: ad esempio, Pino Farinotti ne riconosce l'ascendenza zoliana, ma asserisce che «non riesce a trasmetterne la carica drammatica»